# Rezolucija Vijeća sigurnosti UN-a 967
Rezolucijom Vijeća sigurnosti UN-a 967, usvojenom jednoglasno 14. prosinca 1994., nakon opoziva svih rezolucija o situaciji u bivšoj Jugoslaviji, posebno Rezolucije 757 (1992.) i primanja pisama predsjednika odbora Vijeća sigurnosti osnovanog Rezolucijom 727 (1992.) i UNICEF-a koji su primijetili ponovnu pojavu difterije i da je jedina dostupna zalihe antiseruma za borbu protiv ovog stanja bile su smještene u Srbiji i Crnoj Gori, vijeće je, djelujući prema Poglavlju VII Povelje Ujedinjenih naroda, odobrilo izvoz 12.000 bočica antiseruma protiv difterije iz zemlje na razdoblje od 30 dana.
Izvoz je zahtijevao izuzeće od međunarodnih sankcija protiv SR Jugoslavije, a Vijeće je odlučilo da se sva plaćanja za odobrene pošiljke smiju vršiti samo na zamrznute račune.

## Vanjske poveznice
| Wikizvor | Engleski Wikizvor ima izvorni tekst na temu: United Nations Security Council Resolution 967 |

- Text of the Resolution at undocs.org